# Александру III Злия
Александру III Злия (на румънски: Alexandru cel Rău) от рода Мушати, е владетел на Молдова и на Влашко (за кратко през 1592 – 1593 години).

## Живот
Александру е син на молдовския княз Богдан IV Лепушняну.
Той сяда на молдовския трон на 7 юни 1592, измествайки чичо си Арон Тиран, който е отстранен. Въпреки това Арон успява да си възвърне загубените позиции, поради което Александру за компенсация получава през октомври същата година управлението на Влахия. Но Александру успява да се задържи във властта съвсем за кратко. Още през юни на следващата 1593 година болярите започват да изпращат жалби до султана, че Александру се държи като тиранин също като чичо си. По това време и двете княжества са васални на Османската империя, на която изплащат ежегоден данък, но князът се избира от болярския съвет, поради което на него са му нужни одобрението и поддръжката на болярите, за да се закрепи на трона. За да удовлетвори обаче своите кредитори, на които дължи големи суми, новият княз увеличава данъците във Влашко, което предизвиква бурно недоволство, освен това той прави грешката да се разправи с някои от недоволните боляри като нарежда да бъдат убити. Затова през септември 1593 г. Александру е отведен насила в Константинопол, за да даде обяснения пред Високата порта. Обявен е за предател, който нарушава клаузите по васалния договор с османците и след пет години, прекарани в затвора, на 20 март 1597 г. е удушен по заповед на султана. На влашкия трон сяда Михай Витязул, който се ползва с доста сериозна подкрепа в османската столица.

## Потомство
Александър Злия има син Петру, починал на 8 юни 1619 г.